# Стадухино
Стаду́хино (рос. Стадухино) — присілок у складі Артинського міського округу Свердловської області.
Населення — 75 осіб (2010, 86 у 2002).
Національний склад станом на 2002 рік: росіяни — 99 %.